# جولي تشو
جولي تشو (بالإنجليزية: Julie Chu)‏ هي لاعبة هوكي الجليد أمريكية، ولدت في 13 مارس 1982 في بريدجبورت في الولايات المتحدة.

## وصلات خارجية
- جولي تشو على موقع EliteProspects.com (الإنجليزية)
- جولي تشو على موقع Eurohockey.com (الإنجليزية)
- جولي تشو على موقع اللجنة الأولمبية الدولية (الإنجليزية)
- جولي تشو على موقع أوليمبيديا (الإنجليزية)
- جولي تشو على موقع اللجنة الأولمبية والبارالمبية الأمريكية (الإنجليزية)